# Nikolai Xvérnik
Nikolai Mikhàilovitx Xvérnik (rus: Никола́й Миха́йлович Шве́рник) (Sant Petersburg, 7 de maig de 1885 – Moscou, 24 de desembre de 1970) va ser un revolucionari bolxevic i polític soviètic, president del Presídium del Soviet Suprem de la Unió Soviètica (és a dir, president de la Unió Soviètica) entre el 16 de març de 1946 i el 15 de març de 1953. Tot i el seu títol, de fet tenia poc poder real, car aquest estava en mans de Ióssif Stalin com a secretari general del Partit. Va rebre el títol d'Heroi del Treball Socialista.

## Biografia
Nikolai Xvérnik va néixer a Sant Petersburg, en el si d'una família de classe treballadora. Sent adolescent va començar a treballar com a torner a una fàbrica d'electromecànica. El 1905 va unir-se al corrent bolxevic del Partit Obrer Socialdemòcrata Rus, dirigint el treball del Partit a Sant Petersburg, a Nikolàiev, a Tula i a Samara; participant en la Revolució Russa. Des d'octubre de 1917 va ser president del Comitè de Treballadors de fàbriques d'artilleria i membre de la Junta de Plantes de Munició; des d'abril de 1919, president del Consell de la Ciutat de Samara; i fins a 1921 treballà en diversos llocs de responsabilitat en el sistema de proveïment de l'exèrcit al Caucas.

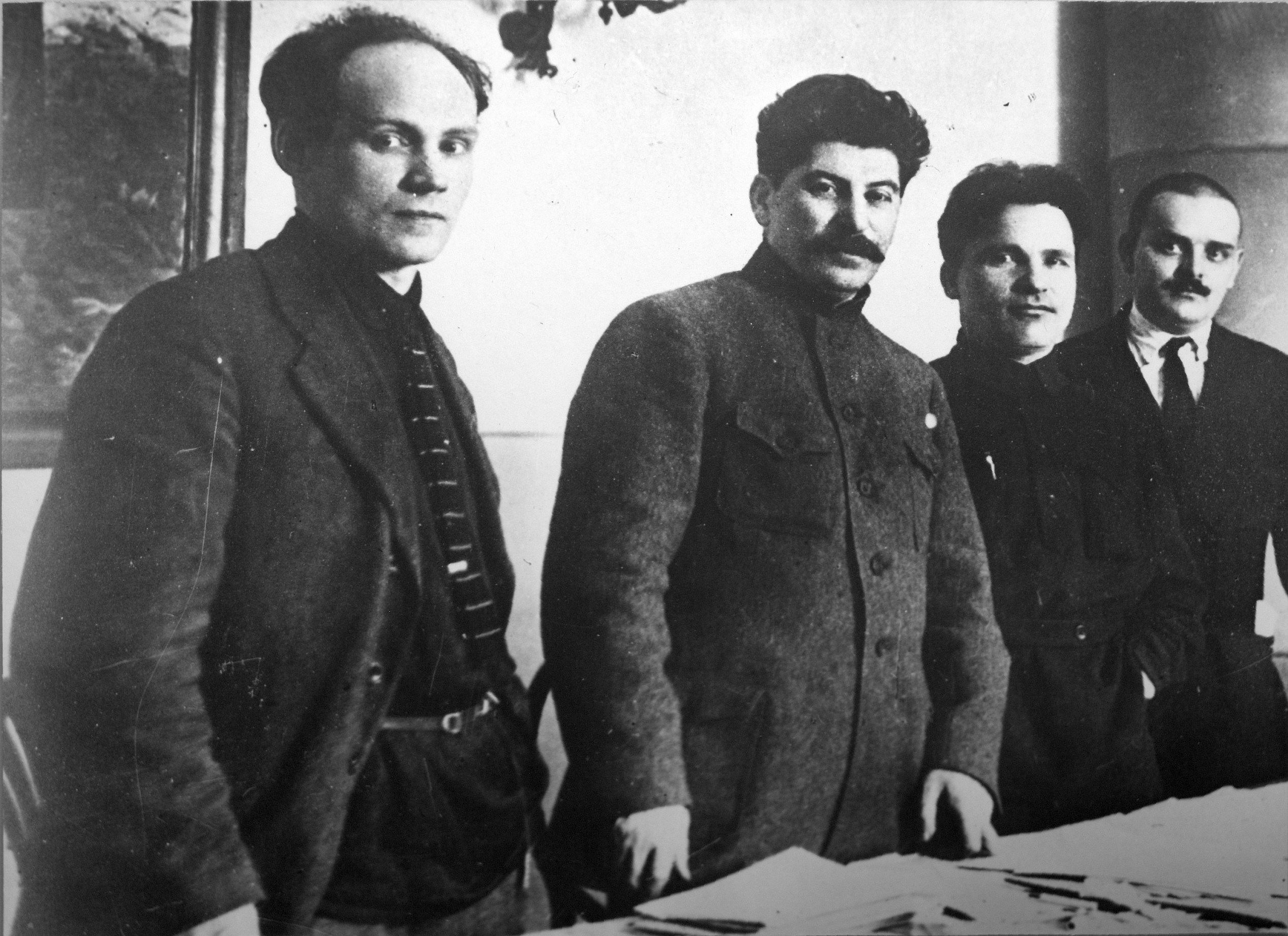
Antípov, Stalin, Kírov i Xvérnik, al 1925

El 1924 va ser escollit membre del govern de la RSFS de Rússia, i el 1925 ingressà al Comitè Central del Partit Comunista de la Unió Soviètica. El 1926 va exercir com a secretari del comitè regional del partit de Leningrad. Però el 1927 va perdre influència i va ser enviat als Urals, per dirigir l'organització local del Partit. Durant la seva estada als Urals es va mostrar com un ferm partidari de la industrialització. Stalin, que necessitava dirigents lleials en el procés d'assumpció de tots els poders de la Unió Soviètica, va trobar en Xvérnik a un d'ells, tornant a Moscou el 1929 per dirigir el sindicat de metal·lúrgics. Durant la dècada de 1930 va ascendir dins la burocràcia del Partit, sent membre del Buró d'Organització (Orgburó) i del Secretariat del Comitè Central. Des de llavors, el treball de Xvérnik va estar estretament associat amb els sindicats, sent el primer secretari del Consell Central de Sindicats de la Unió Soviètica entre juliol de 1930 i març de 1944.
Elegit diputat del Soviet Suprem de l'URSS (1938-1966), Xvérnik va participar en l'organització de la legislatura Soviètica i va ser elegit nou president del Consell de les Nacionalitats (12 gener 1938 - 10 de febrer de 1946). Després del XVIII Congrés va ser aprovat com a membre candidat al Politburó (22 març 1939 - 5 octubre 1952).
Durant la Gran Guerra Patriòtica, Xvérnik va ser responsable de la gran evacuació de la indústria soviètica davant l'avanç alemany i president de la Comissió Estatal Extraordinària per identificar i investigar les atrocitats dels nazis (2 novembre 1942 a 9 de juny de 1951). El 1944 va ser elegit vicepresident primer del Presídium del Soviet Suprem i president del Presídium del Soviet Suprem de la RSFS de Rússia (4 de març de 1944 fins al 25 de juny de 1946). Després del conflicte, el 1946 va ser elegit president del Presídium del Soviet Suprem de la Unió Soviètica, succeint al recentment traspassat Mikhaïl Kalinin, i sent, nominalment, el Cap de l'Estat Soviètic. Fins al 1952 no accedí al Politburó del Comitè Central, encara que l'abandonà el 1953 en reduir-se el nombre de membres de què, en la pràctica, era el màxim òrgan de poder del Partit i, per tant, de l'Estat.
Després de la mort de Stalin el 15 de març de 1953, Xvérnik va ser substituït com a president soviètic per Kliment Voroixílov. Tornà a la seva tasca com a dirigent de la central sindical soviètica. Però el 1956, el nou líder soviètic Nikita Khrusxov recomanà a Xvérnik per al càrrec de president del Comitè de Control del Partit, posant-lo al capdavant de la Comissió Xvérnik per a la rehabilitació de les víctimes de les purgues de l'estalinisme. El 1957, Xvérnik tornà a ser membre titular del Politburó, seguint allà fins a la seva jubilació el 1966, després del XXIII Congrés del PCUS.
Va morir a Moscou el 24 de desembre de 1970, sent enterrat a la Necròpoli de la Muralla del Kremlin. Va rebre el títol d'Heroi del Treball Socialista, així com cinc ordes de Lenin